# Mechanitis lysimene
Mechanitis lysimene är en fjärilsart som beskrevs av Jean Baptiste Godart 1819. Mechanitis lysimene ingår i släktet Mechanitis och familjen praktfjärilar. Inga underarter finns listade i Catalogue of Life.